# Ченег
Ченег — река в России, протекает по Афанасьевскому району Кировской области. Устье реки находится в 1562 км от устья Камы по левому берегу. Длина реки составляет 19 км.
Исток реки на Верхнекамской возвышенности в 25 км к северо-западу от посёлка Афанасьево. Река течёт на северо-восток по лесному массиву. Приток — Северный Ченег (левый). Впадает в Каму в 5 км к северо-западу от села Бисерово (Бисеровское сельское поселение).

## Данные водного реестра
По данным государственного водного реестра России относится к Камскому бассейновому округу, водохозяйственный участок реки — Кама от истока до водомерного поста у села Бондюг, речной подбассейн реки — бассейны притоков Камы до впадения Белой. Речной бассейн реки — Кама.
Код объекта в государственном водном реестре — 10010100112111100000443.